# Theodor Kober

Theodor Kober

Theodor Kober (* 13. Februar 1865 in Stuttgart; † 20. Dezember 1930 in Friedrichshafen) war ein deutscher Ingenieur, Luftschiff-Konstrukteur und erster Mitarbeiter von Ferdinand Graf von Zeppelin.

## Leben
Theodor Kober kam als das dritte von elf Kindern des Besitzers zweier Weikersheimer Leinenwebereien, Friedrich Kober, in Cannstatt, ab 1905 Stadtteil von Stuttgart, zur Welt. Er besuchte das Stuttgarter Realgymnasium und legte dort sein Abitur ab. Anschließend leistete er als Einjährig-Freiwilliger beim Infanterie-Regiment Nr. 125 seinen Militärdienst ab. Im Jahr 1886 begann er ein Studium am Polytechnikum Stuttgart. Danach zog Kober 1890 nach Augsburg und arbeitete dort bis 1892 für August Riedinger an der Entwicklung von Luftschiffen.
Kober wurde am 1. Mai 1892 von Graf von Zeppelin zur Ausarbeitung seiner Luftschiffpläne engagiert und wirkte in den Jahren von 1892 bis 1894 maßgeblich an den konzeptionellen Entwürfen für den Lenkbaren Luftzug mit, die im Februar 1894 in der Denkschrift über das lenkbare Luftschiff veröffentlicht wurden. In den Jahren 1899/1900 wirkte er bei der Entwicklung und Konstruktion des ersten Zeppelins LZ 1 mit.
1912 absolvierte Kober bei Albatros in Johannisthal die Ausbildung zum Flugzeugführer und bestand am 24. Mai als 217. Pilot in Deutschland die Prüfung. Im folgenden Monat war er am 17. Juni Mitbegründer der  Flugzeugbau Friedrichshafen GmbH in Manzell m Bodensee. Dieses Unternehmen produzierte erfolgreich Marineflugzeuge und später auch Heeresflugzeuge für das deutsche Militär im Ersten Weltkrieg. Nach Kriegsende schied er im Sommer 1920 aus dem Unternehmen aus, war aber weiterhin als beratender Ingenieur tätig. Ab Frühjahr 1923 arbeitete er bei den Caspar-Werken in Travemünde als Technischer Direktor, gab diesen Posten aber kurz darauf wegen starker Unstimmigkeiten wieder auf. Kober verlor aufgrund der herrschenden Inflation sein komplettes Vermögen und lebte bis zum Ende seines Lebens von einem ihm auf Initiative von Hugo Eckener zugesprochenen Ehrensold.
Kober war mit Anne Kober geb. Boeltz verheiratet. Sie hatten zusammen fünf Kinder, darunter die bekannte deutsche Luftfahrtingenieurin Ilse Essers geb. Kober.

## Ehrungen
Kober zu Ehren ist in München-Alt-Riem die Theodor-Kober-Straße benannt, ebenso die Koberstraße in Friedrichshafen.
Im Graf-Zeppelin-Haus in Friedrichshafen ist ein Saal als Theodor-Kober-Saal nach ihm benannt.